# Søren Hald Møller
Søren Hald Møller (ur. 25 stycznia 1960 r. w Kopenhadze) – duński urzędnik i polityk państwowy, w latach 2005-2011 wysoki komisarz Grenlandii, reprezentował duńską królową na tym terytorium zależnym. Obecnie mieszka w stolicy Grenlandii - Nuuk. Ma żonę pochodzącą z Grenlandii - Tukummeq Qaavigaq.